# Melanophryne
Melanophryne är ett släkte av groddjur. Melanophryne ingår i familjen Microhylidae.
Kladogram enligt Catalogue of Life:
| Melanophryne | \| \| Melanophryne barbatula \| \| \| \| \| \| Melanophryne carpish \| \| \| \| |
|              | \| \| Melanophryne barbatula \| \| \| \| \| \| Melanophryne carpish \| \| \| \| |
|              | Melanophryne barbatula                                                          |
|              |                                                                                 |
|              | Melanophryne carpish                                                            |
|              |                                                                                 |